# Wolfgang Unzicker
Wolfgang Unzicker ( 26. června 1925, Pirmasens – 20. dubna 2006, Albufeira) byl německý šachový velmistr.

## Život
Wolfgang Unzicker byl synem profesora Eugena Unzickera (1884– 1976), který ve dvacátých letech organizoval šachové turnaje a byl učitelem na Tereziině gymnáziu v Mnichově, které do roku 1944 Wolfgang Unicker navštěvoval. Šachy se naučil hrát od svého otce v létě roku 1935. Rychle postupoval a v roce 1939 byl pozván na setkání talentů ve Fürstenwalde pod vedením Williho Schlageho, kde se mimo jiné setkal s Klausem Jungem. Prošel říšskou pracovní službou a základním výcvikem Wehrmachtu, ale v roce 1944 odešel kvůli srdečnímu selhání do výslužby. V roce 1948 začal studovat právo na Univerzitě Ludwiga Maximiliána v Mnichově.
Profesí právník nikdy šachy profesionálně nehrál. Zpočátku pracoval jako úředník ve vládě Horního Bavorska, od roku 1971 jako soudce a později jako předsedající soudce u mnichovského správního soudu. Na účast v šachových turnajích si pokaždé bral dovolenou.
V 50. a 60. letech byl jedním z nejsilnějších německých hráčů. Na mezinárodních turnajích několikrát obsadil první místo, například v roce 1948 v Lucernu, 1949 v Heidelbergu, 1950 v Travemünde, 1950/51 v Hastingsu, 1951/52 v Luzernu, 1954 na pásmovém turnaji v Mnichově, 1965 v Mariboru a 1967 v Kremsu. V roce 1966 skončil čtvrtý na Piatigorsky Cupu, jednom z historických turnajů v Santa Monice, čímž se postavil před tehdejšího mistra světa Tigrana Petrosjana, Samuela Reshevského, Miguela Najdorfa, Borislava Ivkova a Johannese Hendrikuse Donnera. I později si dokázal udržovat svou velmi vysokou úroveň a dosáhl vítězství na turnajích v Amsterdamu 1980 (IBM-II), v Almadě 1988, Daugavpilsu 1990 (první místo sdílel s Alexejem Širovem) a také vyhrál v Amsterdamu v roce 1994.
V roce 1950 se stal mezinárodním mistrem. V roce 1954 získal titul šachového velmistra.
V letech 1948 a 1965 vyhrál celkem sedmkrát německý šampionát, a to v roce 1948 v Essenu (západoněmecký), 1950 v Bad Pyrmont, 1953 v Berlíně, 1953 v Lipsku, 1959 v Norimberku, 1963 v Bad Pyrmont a 1965 v Bad Aibling (společně s Helmutem Pflegerem).
V roce 1956 prohrál přátelský zápas s Paulem Keresem v Hamburku skórem 2:6 (+0 =4 −4). Tento zápas je pozoruhodný v tom, že španělská hra se hrála ve všech osmi partiích. V roce 1958 se stal mezinárodním rozhodčím šachových skladeb.
U příležitosti 80. výročí jeho narození se v roce 2005 na Chess Classics v Mohuči konal dvoukolový šachový turnaj tempem rapid, na kterém se na konci své kariéry opět setkal s Anatolijem Karpovem, Viktorem Korčným a Borisem Spasským.
Unzickerovo Elo hodnocení dosáhlo nejvyšší hodnoty 2545 v červenci 1971.
Během cesty do Portugalska v dubnu 2006 zemřel na srdeční selhání.

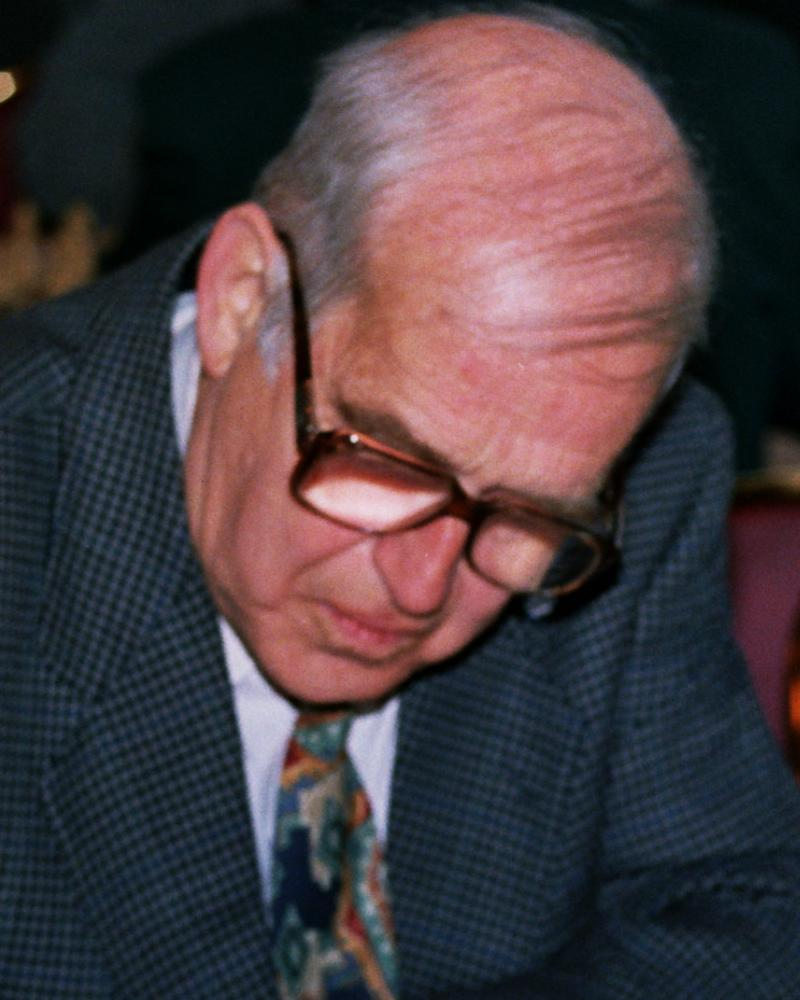
Wolfgang Unzicker v roce 1995 na mistrovství světa seniorů v Bad Liebenzell

## Národní tým

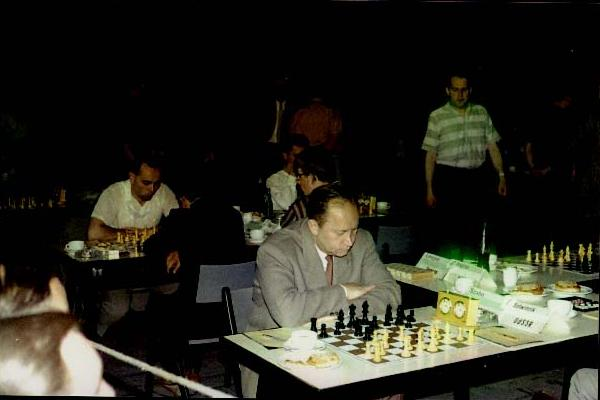
László Szabó, Wolfgang Unzicker (vpravo) a Lajos Portisch (vlevo vzadu) na mistrovství Evropy v šachu 1961 v Oberhausenu

Zúčastnil se šachových olympiád v letech 1950, 1954, 1956, 1958, 1960, 1962, 1964, 1968, 1970, 1974, 1976, 1978 a 1982. Nejúspěšnější byl v roce 1950, jelikož s týmem obsadil třetí místo a na první šachovnici dosáhl nejlepšího individuálního výsledku. S týmem v roce 1964 dosáhl opět na třetí místo. Unzicker se zúčastnil finále mistrovství Evropy v letech 1957, 1961, 1965, 1973 a 1977 a dosáhl druhého nejlepšího výsledku na první šachovnici v roce 1961. Celkem 386krát Německo reprezentoval, což je německý národní rekord.

## Kluby
Dlouho hrál pro klub Mnichov SC 1836, s tímto týmem se také v 50. a 60. letech stal sedmkrát mistrem německé extraligy. Po rozdělení Bundesligy do čtyř skupin v ní hrál od roku 1974 do roku 1976 a v sezóně 1977/78. Po opětovném sloučení Bundesligy hrál s Mnichovem SC 1836 zpočátku ve druhé nejvyšší soutěži,  než jeho tým postoupil a působil na nejvyšší úrovni v letech 1982 až 1987. V sezóně 1987/88 hrál Bundesligu za TB Erlangen, pak v letech 1988 až 1992 v klubu SC 1868 Bamberg a od roku 1994 do roku 2000 v klubu PSV Duisburg. Jeho posledním klubem byl SK Tarrasch Mnichov, se kterým hrál v sezóně 2004/05 v bavorské Oberlize.

## Rodina
V roce 1963 se oženil s malířkou akvarelů Freiou (* 1938) s níž měl tři syny: Alexandera, Ferdinanda, který je doktorem práv a šachistou (hrál Bundesligu s týmem Bayern Mnichov, nejvyšší Elo dosáhlo hodnoty 2337 v březnu 2014) a adoptovaného Stefana.

## Publikace
V roce 1962 napsal knihu o svých 40 partiích. V roce 1975 napsal spolu s Jacobem Silbermannem publikaci o historii šachové hry a vydal také učebnici Knaurs Neues Chessbuch - Für Anfänger und Fortgeschrittene, v roce 1985 pak knihu Schach für Kenner.
V roce 1994 jménem německé šachové federace formuloval právní názor, ve kterém popřel autorská práva hráčů na partie, které sehráli. Jeho znalecký posudek byl tehdy potřeba kvůli tomu, že hráči jako velmistr Robert Hübner odmítali pravidlo, že zápis šachové partie je majetkem organizátora turnaje.

## Ocenění
V roce 1954 Unzicker obdržel vyznamenání Silbernes Lorbeerblatt. V roce 1984 mu byla udělena medaile města Mnichov. V roce 1995 obdržel Záslužný řád SRN.